# VfL Klafeld-Geisweid 08
Verein für Leibensübungen Klafeld-Geisweid 08 e.V. é uma agremiação esportiva alemã, fundada a 28 de abril de 1908, na localidade de Klafeld-Geisweid, perto de Siegen, na Renânia do Norte-Vestfália.

## História
A pequena localidade de Klafeld descobriu o futebol em 1907 com a criação de um primeiro clube denominado Edelweiss Klafeld. Essa equipe jogou seu primeiro jogo contra o Germania Siegen. Mas, desde seu primeiro ano de existência, o time conhece alguns desacordos internos que levaram à sua dissolução. Foi então fundado o Einigkeit Klafeld 08. Cinco anos mais tarde, um segundo foi criado: Spiel und Sport Klafeld-Geisweid. Sob a impulsão de Robert Schnautz, um dirigente do Einigkeit, os dois clubes se aproximaram e se uniram para formar o Spielvereinigung 08 Klafeld.
Perto da localidade de Geisweid, o Sportklub Sigambria Geisweid foi criado a 28 de abril de 1908. Em 1913, se filia à Westdeutschen Spielverband, a federação regional. Sigambria Sicambri tem o nome em latim de uma tribo germânica que viveu no Bas-Rhin.
Durante a Primeira Guerra Mundial, os clubes paralisaram suas atividades. A 3 de maio de 1919 uma reunião decidiu pela retomada. No primeiro certame pós-guerra, Sigambria Geisweid foi inserido na A-Klasse ainda que estivesse na C-Klasse.
Em 1919, houve uma primeira tentativa de fusão entre Sigambria e os clubes de Klafeld, mas a desconfiança recíproca capotou o projeto. Uma fusão ocorreu entre os clubes de Geisweid: Sigambria, TV Geisweid e BC 07 Geisweid. Contudo, após uma temporada cada um retomou sua rota distinta.
Na temporada 1921-1922, o SK Sigambria Geisweid termina invicto com uma diferença de pontos de 87 a 6. A união entre os clubes das duas pequenas comunidades voltou várias vezes à mesa de negociações, mas as conversas eram longas. Finalmente, a 23 de janeiro de 1927, uma fusão formou o SV Klafeld-Geisweid 08.
A união teve seus frutos e criou uma equipe competitiva que conquistou o campeonato da A-Klasse em 1929. A subida, porém, não foi coroada de sucessos, e o clube acabou rebaixado. A espera duraria até 1934 com a chegada de novo título. A 25 de fevereiro de 1934, o SV Klafeld-Geisweid 08 perdeu os dois jogos contra o SpVg Olpe para a subida e ficou assim na Bezirksliga.
Na temporada 1936-1937, Die Fürsten (Os Príncipes) ganharam o título do Grupo Arnsberg da Bezirksliga, mas falharam durante a fase final para o acesso à Gauliga Westfalen. No começo da temporada, a equipe eliminou por 2 a 1 o Fortuna Düsseldorf, na Tschammer Pokal, ancestral da atual DFB Pokal.
O clube não ficaria mais em evidência até o término da Segunda Guerra Mundial. Em 1945, foi dissolvido pelos aliados, assim como todas as associações alemãs, de acordo com a Diretiva n° 23. A 9 de janeiro de 1946, os velhos membros do TG Friesen e do SV Klafeld-Geisweid 08 reconstituíram um clube sob a denominação VfL 08 Klafeld-Geisweid. No ano seguinte, as duas entidades retomaram seus voos distintos. A seção de ginástica tomou o nome de TG Friesen Klafeld-Geisweid 1889, enquanto os futebolistas permaneceram como VfL 08. Em 1947-1948, o VfL 08 Klafeld-Geisweid foi incluído na Bezirksliga Siegerland. No ano seguinte se sagrou campeão de sua liga local.
Na temporada 1952-1953, as ligas da região foram reorganizadas. Sob a Oberliga West e a 2. Oberliga West, o terceiro nível, chamado Landesliga, passa de um a cinco grupos, nomeados geograficamente Norte, Leste, Oeste, Sul e Centro. Uma fase final entre os cinco vencedores de grupos designava o campeão. 49 novas equipes foram promovidas àquelas que se juntaram às seis rebaixadas da 2. Oberliga West. Fazendo parte desse montante, o VfL 08 Klafeld-Geisweid foi endereçado ao Grupo Sul, no qual terminou em 14° entre 15 participantes, caindo para o nível quarto.
O VfL 08 voltou em 1954 e assegurou sua permanência no meio da tabela do Grupo Sul. Na temporada 1956-1957, o terceiro módulo tomou o nome de Verbandsliga Westfalen e foi dividido em dois grupos, Nordeste e Sudeste. O Klafeld, em 1956, desceu para o nível 4.
O time não voltaria à Verbandsliga Westfalen até 1967. Ao término da temporada 1970-1971, venceu o Grupo Südwest. Perdeu a final por 1 a 0 contra o SV Armenia Gütersloh, campeão do Grupo Nordost. Os dois clubes participaram em seguida da fase final e chegaram à Regionalliga West, a divisão 2, na época.
- Tour final em 1971 para o acesso à Regionalliga West

| Datas               | Jogos                                       | Resultado |
| ------------------- | ------------------------------------------- | --------- |
| 23 de maio de 1971  | Bayer Uerdingen – VfL Klafeld-Geisweid 08   | 2 a 2     |
| 29 de maio de 1971  | VfL Klafeld-Geisweid 08 – Arminia Gütersloh | 1 a 1     |
|                     | Arminia Gütersloh – Bayer Uerdingen         | 1 a 1     |
| 2 de junho de 1971  | VfL Klafeld-Geisweid 08 – Bayer Uerdingen   | 2 a 1     |
| 10 de junho de 1971 | Arminia Gütersloh – VfL Klafeld-Geisweid 08 | 2 a 0     |
| 13 de junho de 1971 | Bayer Uerdingen – Arminia Gütersloh         | 0 a 1     |

| Pos |                         | J | V | D | N | Metas | Pontos |
| --- | ----------------------- | - | - | - | - | ----- | ------ |
| 1   | SV Arminia Gütersloh    | 4 | 2 | 2 | 0 | 5:2   | 6:2    |
| 2   | VfL 08 Klafeld-Geisweid | 4 | 1 | 2 | 1 | 5:6   | 4:4    |
| 3   | SC Bayer Uerdingen 05   | 4 | 0 | 2 | 2 | 4:6   | 2:6    |

A aventura no segundo nível foi curta com a décima-oitava e última colocação e o retorno à Verbandsliga Westfalen. Em 1973, o Klafeld-Geisweid foi vice-campeão de seu grupo, atrás do Rot-Weiss Lüdenscheid, mas um ano mais tarde foi rebaixado ao quarto nível.
Ao fim da temporada 1977-1978, a Federação Alemã de Futebol, DFB, instaurou o terceiro nível da pirâmide, a Oberliga Amateur. A medida implicou que 18 equipes da Verbandsliga Westfalen, 9 de cada grupo, ficassem no módulo e se tornassem fundadoras da Oberliga Westfalen (1978 a 1994). O VfL 08 Klafeld-Geisweid veio ocupar um dos lugares liberados e permaneceu assim na quarta divisão, permanecendo assim nesse módulo até 1985 quando foi rebaixado à quinta divisão, a Landesliga Westfalen, Grupo 2.
A seguir, o VfL 08 permaneceu nas séries inferiores. Em 1990, chegou ao nível 6, a Bezirksliga, Grupo 6. Subiu após dois anos. Em 1994, a Landesliga Westfalen recuou ao sexto nível com a instauração da Regionalliga como terceiro estágio da pirâmide.
Ao fim da temporada 1999-2000, o time voltou à Bezirksliga. Oito anos mais tarde, com a criação da 3. Liga, como a terceira divisão, a Bezirksliga se tornou o sétimo nível da hierarquia do futebol alemão.